# Rogelio Cabrera López

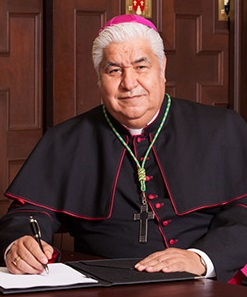
Erzbischof Rogelio Cabrera López (2018)

Erzbischofswappen

Rogelio Cabrera López (* 24. Januar 1951 in Santa Catarina) ist ein mexikanischer Geistlicher und römisch-katholischer Erzbischof von Monterrey.

## Leben
Rogelio Cabrera López empfing am 17. November 1978 die Priesterweihe. 
Papst Johannes Paul II. ernannte ihn am 30. April 1996 zum Bischof von Tacámbaro. Der Apostolische Nuntius in Mexiko, Girolamo Prigione, spendete ihm am 30. Mai desselben Jahres die Bischofsweihe; Mitkonsekratoren waren Mario de Gasperín Gasperín, Bischof von Querétaro, und Alberto Suárez Inda, Erzbischof von Morelia.
Am 16. Juli 2001 wurde er zum Bischof von Tapachula und am 11. September 2004 zum Bischof von Tuxtla Gutiérrez ernannt. Mit der Erhebung zum Erzbistum am 25. November 2006 wurde er zum Erzbischof von Tuxtla Gutiérrez ernannt. Papst Benedikt XVI. ernannte ihn am 3. Oktober 2012 zum Erzbischof von Monterrey. Die feierliche Amtseinführung folgte am 5. Dezember desselben Jahres. Papst Franziskus berief ihn am 10. März 2021 zudem zum Mitglied der Päpstlichen Kommission für Lateinamerika.
Während der Sedisvakanzen verwaltete er vom 20. Juli 2018 bis zum 7. Juli 2019 das Bistum Tampico und vom 30. März bis zum 17. November 2021 das Bistum Ciudad Victoria als Apostolischer Administrator.